# Alucita pluvialis
Alucita pluvialis är en fjärilsart som beskrevs av Edward Meyrick 1907. Alucita pluvialis ingår i släktet Alucita och familjen mångfliksmott, (Alucitidae). Inga underarter finns listade i Catalogue of Life.